# Hlavní základna proudových letadel
Hlavní základnou proudových letadel (anglicky Master jet base) je v Námořnictvu Spojených států amerických označována námořní letecká základna, která slouží jako domovská základna pro letky z letadlových lodí (např. stíhací, víceúčelové, útočné), případně jejich křídel pod které spadají, když nejsou vyslány se svou mateřskou letadlovou lodí na misi. Dále poskytuje alespoň jedno podpůrné letiště, nacházející se v blízké vzdálenosti, které slouží k nacvičování přistávání na palubě letadlové lodi (anglicky Field Carrier Landing Pactice, zkráceně FCLP).

## Aktuálně provozované
- Námořní letecká základna Lemoore – Lemoore, Kalifornie
- Námořní letecká základna Oceana – Virginia Beach, Virginie
- Námořní letecká základna Whidbey Island – Whidbey Island, Washington

## Vyřazené z provozu
- Námořní letecká základna Cecil Field – Jacksonville, Florida, nyní letiště Cecil
- Námořní letecká základna Sanford – Sanford, Florida, nyní Orlando-Sanford mezinárodní letiště

Tyto základny byly původně označené jako Hlavní základny proudových letadel, ale později přeřazeny na jiné zaměření či mise (např. námořní hlídky, výcvik, atd.), poté byly vyřazeny z provozu:
- Námořní letecká základna Brunswick – Brunswick, Maine, nyní Letiště Brunswick
- Námořní letecká základna Glynco – Brunswick, Georgia, dříve Glynco Jetport, nyní Letiště Brunswick Golden Isles

## Převedeny k jiným jednotkám
- Námořní letecká základna Miramar – San Diego, Kalifornie, nyní Letecká základna Námořní pěchoty Miramar